# Cuisine de Nauru

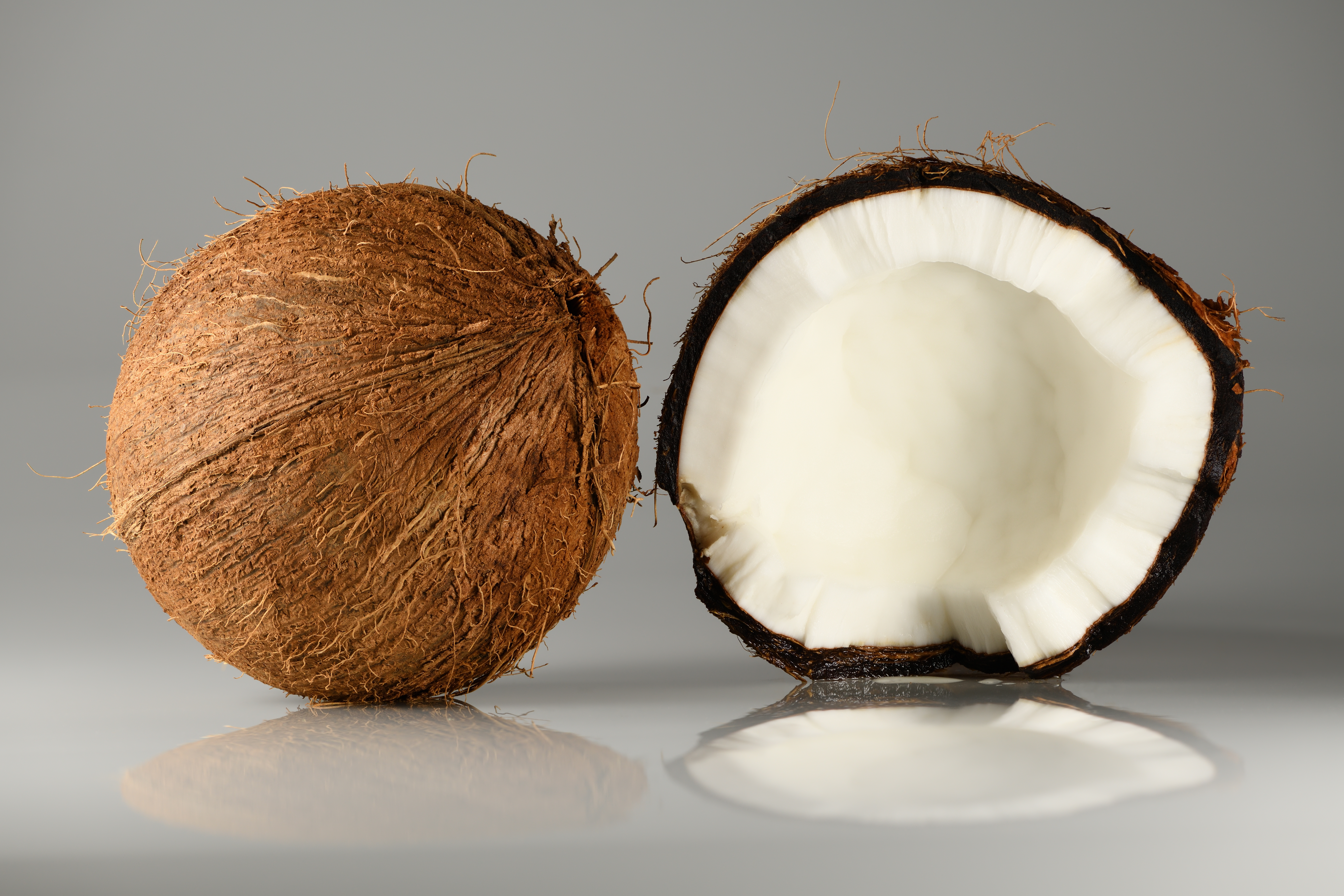
La noix de coco, l'un des aliments de base des Nauruans.

La cuisine de Nauru (aussi appelée cuisine nauruane) est la cuisine traditionnelle de Nauru, un État insulaire de l'océan Pacifique. Du fait de la diversité des habitants de l'île, elle est très diversifiée.

## Aliments de base

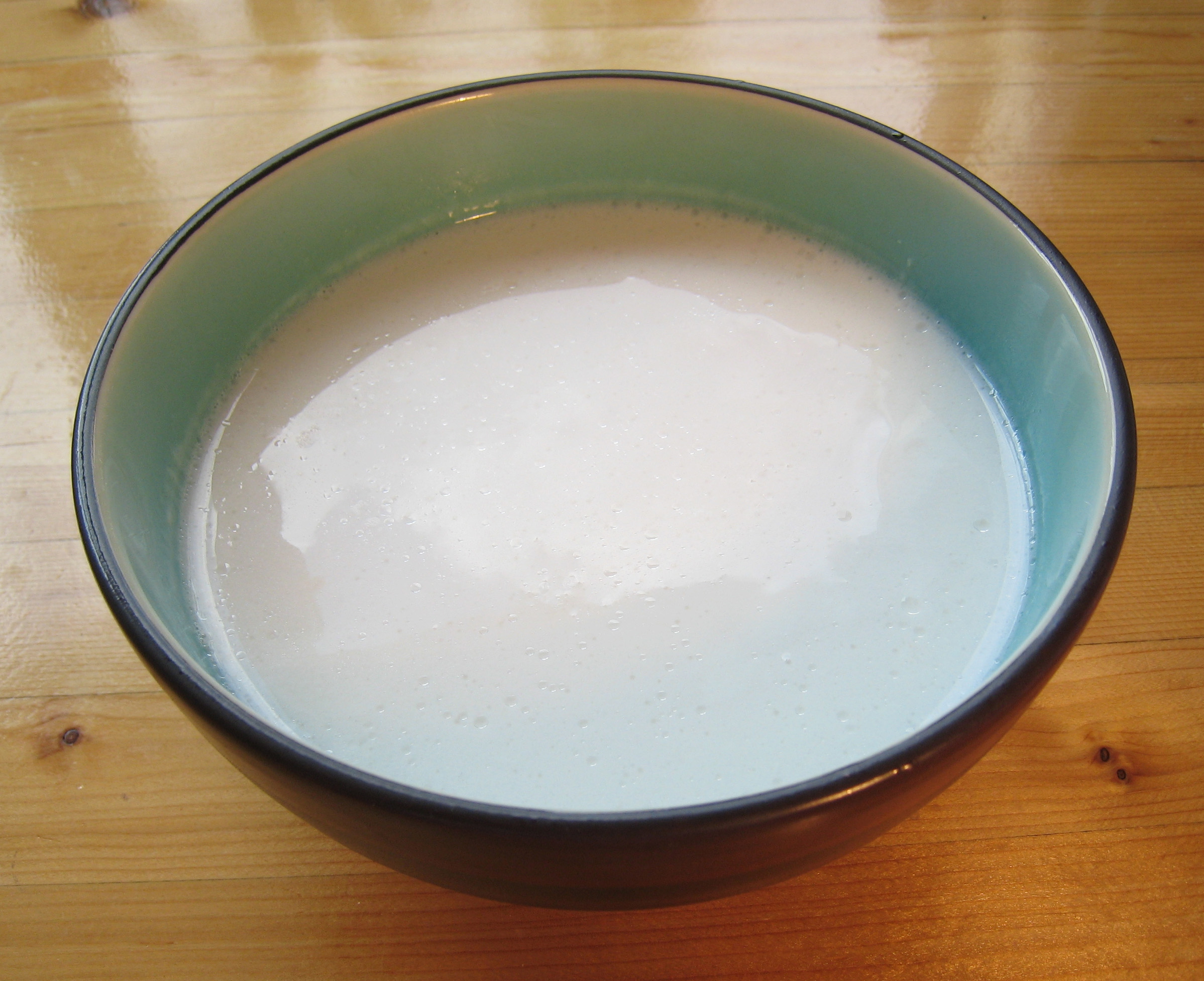
Lait de coco.

Tout comme leurs voisins insulaires, les Nauruans consomment beaucoup de produits de la mer ou d'aliments à base de noix de coco ou de banane.
Le lait de coco est également très apprécié à Nauru.

## Influences
La cuisine nauruane est très influencée par la cuisine chinoise. En effet, les Chinois constituent la première communauté étrangère du pays. Il existe plusieurs restaurants chinois sur l'île, notamment à Yaren, la capitale. En 2010, on comptait 138 restaurants de ce genre à Nauru, dans un pays d'à peine 10 000 habitants.
L'influence occidentale se fait particulièrement ressentir dans la cuisine de Nauru.

## Traditions
La plupart des Nauruans sont chrétiens. Les habitants ont l'habitude de fêter Noël avec des gâteaux exotiques à base de banane et de noix de coco. 
Certains desserts, telle la mousse de coco, sont consommés lors d'occasions très spéciales.